# Biblioburro

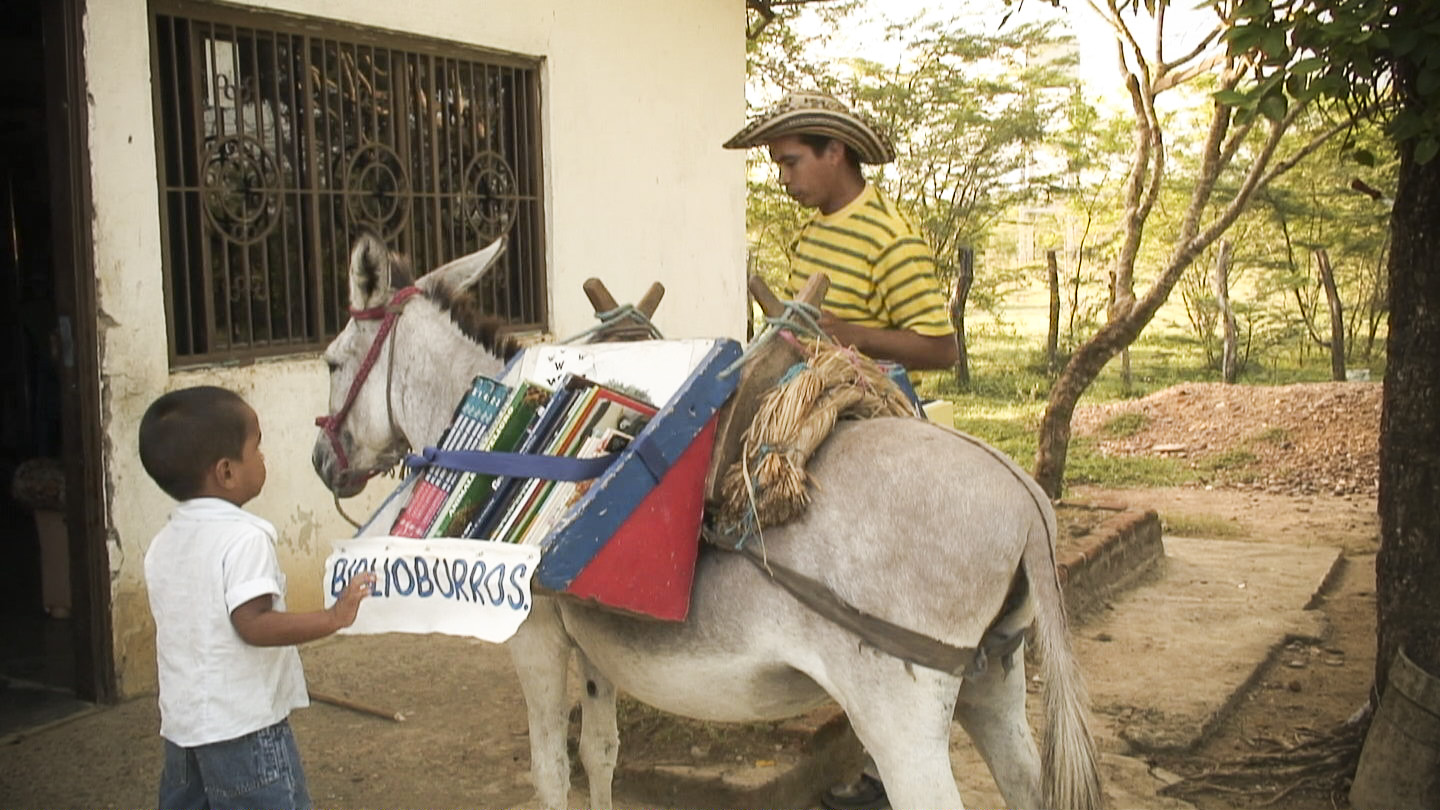
Luis Soriano com um dos seus burros.

O Biblioburro é uma biblioteca itinerante transportada sobre dois burros, Alfa e Beto. O programa foi criado em La Gloria, Colômbia, por Luis Soriano, que ganhou o apelido de El Profesor.

## História
Soriano era fascinado pela leitura desde pequeno e formou-se em Literatura Espanhola com um professor que visitava a aldeia duas vezes por mês. Exercendo como professor de escola primária, veio-lhe a ideia após observar o poder que tinha a leitura para transformar seus alunos, que tinham vivido um conflito intenso. Começando no final dos anos 90, Soriano percorreu comunidades do interior da Colômbia com uma livraria portátil que começou com 70 livros.
Soriano escreveu para Juan Gossaín após tê-lo escutado ler fragmentos da sua novela La Balada de María Abdala num programa rádio, pedindo uma cópia do livro para ser distribuído através do Biblioburro. Soriano, então, recebeu um monte de doações de livros dos fãs do programa. Em 2008 a coleção de livros chegou a 4800 obras. Está terminando também a construção de uma pequena livraria financiada por uma firma local. Soriano também recebe fundos de uma livraria pública em Santa Marta, a 290 quilômetros, que o contratou como trabalhador satélite.
O realizador de documentários Carlos Rendón Zipagauta está trabalhando num filme que conta a história de Soriano e os Biblioburros.